# Mezam
Le Mezam est un département du Cameroun situé dans la région du Nord-Ouest. Son chef-lieu est Bamenda.

## Histoire
Le département est créé en 1975, par la séparation en trois du département de Bamenda.

## Organisation administrative
Le département est découpé en 7 arrondissements et/ou communes, :
- Bafut
- Bali
- Bamenda Ier
- Bamenda IIe
- Bamenda IIIe
- Santa
- Tubah

| COG    | Arrondissement | Chef-lieu   | Superficie (km²) | Population (2005) |
| ------ | -------------- | ----------- | ---------------- | ----------------- |
| NW0101 | Bamenda Ier    | Bamendankwe | 87,46            | 28 359            |
| NW0102 | Bali           | Bali        | 111,3            | 30 375            |
| NW0103 | Tubah          | Tubah       | 388,9            | 48 542            |
| NW0104 | Bafut          | Bafut       | 486,1            | 57 930            |
| NW0105 | Santa          | Santa       | 532,9            | 64 391            |
| NW0106 | Bamenda IIe    | Mankon      | 172,6            | 184 277           |
| NW0107 | Bamenda IIIe   | Nkwen       | 69,62            | 110 253           |

## Sources
- Décret no 2007/115 du 13 avril 2007 et décret no 2007/117 du 24 avril 2007